# Obturateur plan focal
Pour les articles homonymes, voir Obturateur.
En photographie, un obturateur plan focal (ou obturateur à rideaux), souvent abrégé en obturateur focal, est un type d'obturateur. On le trouve généralement dans tous les appareils reflex de taille inférieure au moyen format. 

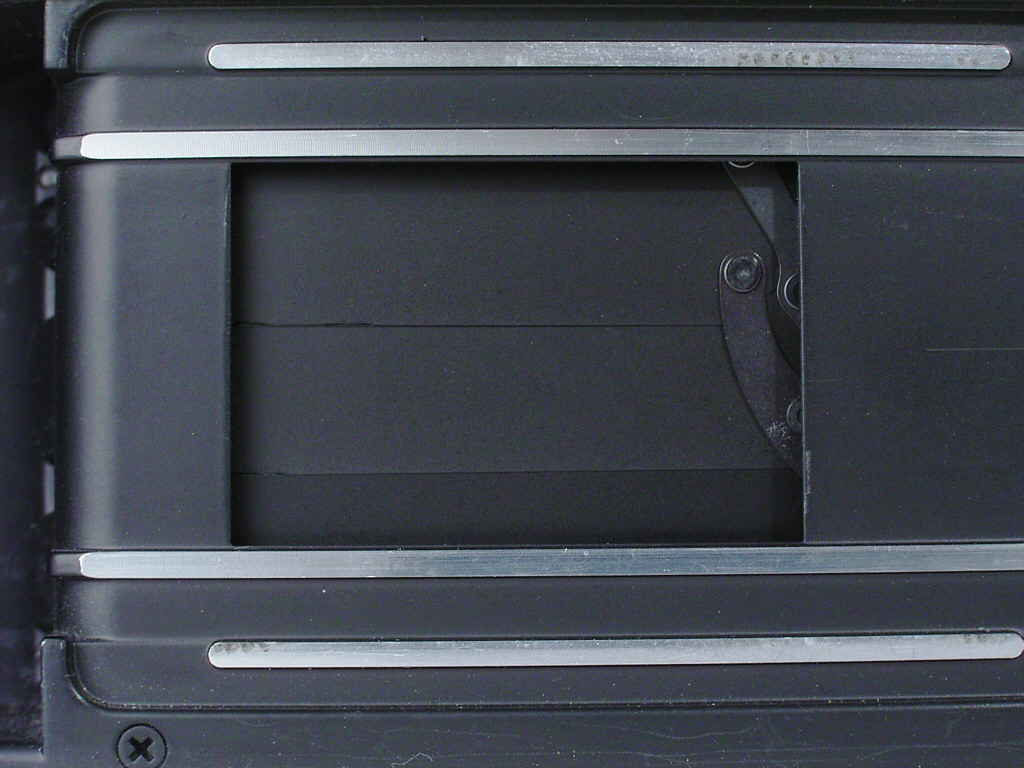
Obturateur à rideaux en métal

Son positionnement (derrière l’objectif, juste devant le film ou le capteur numérique) permet une étanchéité à la lumière, même lorsque l’on retire l’objectif et surtout lorsque l’on souhaite voir à travers ce dernier notamment lors de la visée (cas des appareils reflex). Son fonctionnement permet d’obtenir des vitesses d’obturation très rapides (c'est-à-dire des temps d'exposition très faibles) car l’intégralité de la surface sensible n'est pas exposée en même temps mais par une fenêtre de taille variable. Ceci est possible grâce à la construction en deux rideaux. Le premier commande l’ouverture et le second la fermeture. Il existe des rideaux à défilement horizontal et des rideaux à défilement vertical. Aujourd'hui (2018) la plupart des modèles utilisent un obturateur à rideaux métalliques défilant verticalement. La vitesse d'obturation atteint 1/16000 s sur les reflex perfectionnés.
Le contrôle peut être électronique ou mécanique en fonction de la modernité et du degré de perfectionnement de l’appareil. Les inconvénients sont un bruit important dû à la vitesse des rideaux et une vitesse de synchro-flash assez faible.